# Liste der Baudenkmäler in Wittelshofen
Auf dieser Seite sind die Baudenkmäler in der mittelfränkischen Gemeinde Wittelshofen zusammengestellt. Diese Tabelle ist eine Teilliste der Liste der Baudenkmäler in Bayern. Grundlage ist die Bayerische Denkmalliste, die auf Basis des Bayerischen Denkmalschutzgesetzes vom 1. Oktober 1973 erstmals erstellt wurde und seither durch das Bayerische Landesamt für Denkmalpflege geführt wird. Die folgenden Angaben ersetzen nicht die rechtsverbindliche Auskunft der Denkmalschutzbehörde.
 Diese Liste gibt den Fortschreibungsstand vom 6. Oktober 2020 wieder und enthält 16 Baudenkmäler.

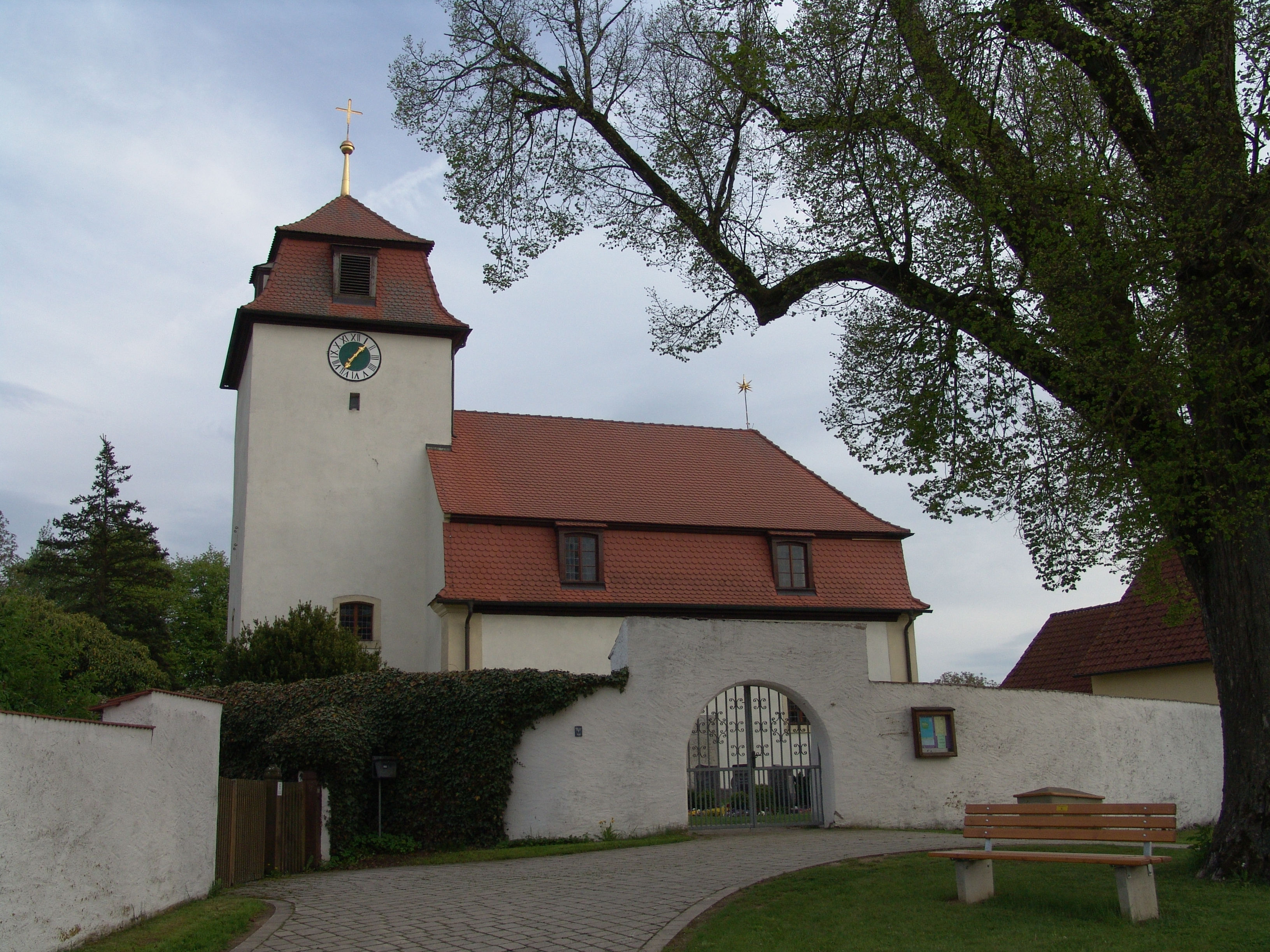
St. Michael in Obermichelbach

## Baudenkmäler nach Gemeindeteilen

### Wittelshofen
| Lage                                          | Objekt                                                  | Beschreibung | Akten-Nr.     | Bild           |
| --------------------------------------------- | ------------------------------------------------------- | --- | ------------- | -------------- |
| Kirchweg 4 (Standort)                         | Pfarrhaus                                               | Zweigeschossiger massiver Walmdachbau, 1734/35; mit Ausstattung | D-5-71-227-1  | BW             |
| Kirchweg 5 (Standort)                         | Evangelisch-Lutherische Pfarrkirche, ehemals St. Martin | Saalkirche mit stark eingezogener Apsis, und angefügter Sakristei, in Neurenaissanceformen von Brühlmeyer, 1886/87, Turmuntergeschosse des vorgelagerten Ostturmes 1721; mit Ausstattung Eingang, barocke Sandsteinpfeiler des 18. Jahrhunderts mit schmiedeeisernem Tor, letztes Viertel 19. Jahrhundert | D-5-71-227-2  | weitere Bilder |
| Kirchweg 9 (Standort)                         | Wohnstallhaus                                           | Erdgeschossiger verputzter Massivbau mit steilem Satteldach und angefügter Scheune, 1705, Anbau eines Zwerchhauses, spätes 19. Jahrhundert | D-5-71-227-18 | BW             |
| Nähe Kirchweg (Standort)                      | Teil der Friedhofsmauer                                 | Mit eingelassenen Grabsteinen, im Dreißigjährigen Krieg angelegt | D-5-71-227-5  | BW             |
| Wörnitzstraße 14; Wörnitzstraße 19 (Standort) | Wassermühle, sogenannte Wörnitzmühle                    | Mühlen- und Wohngebäude, zweigeschossiger Putzbau mit Satteldach und rechtwinklig angebautem erdgeschossigem Stall- und Wirtschaftstrakt, bezeichnet mit 1785 Scheune, verputzter Bruchstein mit Satteldach, 18. Jahrhundert Stau- und Wehranlage                                                         | D-5-71-227-3  | BW             |
| Wörnitzstraße 18 (Standort)                   | Dreiseithof                                             | Ehemaliges Bauernhaus, ehemaliges eingeschossiges massives Wohnstallhaus mit Satteldach, 1849, erhöht 1905 Scheune, massiver Satteldachbau, 18. Jahrhundert Nebengebäude mit Stall, schmaler zweigeschossiger Putzbau mit Satteldach und Fachwerkgiebel, 18. Jahrhundert                                  | D-5-71-227-4  | BW             |

### Dühren
| Lage                 | Objekt                                           | Beschreibung | Akten-Nr.    | Bild           |
| -------------------- | ------------------------------------------------ | --- | ------------ | -------------- |
| In Dühren (Standort) | Evangelisch-Lutherische Filialkirche St. Michael | Kleine Chorturmkirche mit angefügtem Langhaus, bezeichnet mit 1481, Turm 1752 erneuert; mit Ausstattung Friedhofsmauer zum Teil daran befestigten Grabsteinen des 18. Jahrhunderts und des späten 19. Jahrhunderts, im Kern wohl spätmittelalterlich | D-5-71-227-6 | weitere Bilder |

### Grüb
| Lage              | Objekt                           | Beschreibung | Akten-Nr.     | Bild                             |
| ----------------- | -------------------------------- | --- | ------------- | -------------------------------- |
| Grüb 3 (Standort) | Dreiseithof                      | Ehemaliges Wohnstallhaus, ehemaliger erdgeschossiger Satteldachbau, 18. /19. Jahrhundert, Anbau eines zweigeschossigen Querhauses spätes 19. Jahrhundert Ehemaliges Austragshaus, massiver erdgeschossiger Bau mit Stichbogenfenstern und Maßwerkfenster, Mitte 19. Jahrhundert Scheune mit Fachwerkgiebel und Satteldach, nach 1822 Stall, erdgeschossiger Putzbau mit Satteldach | D-5-71-227-17 | BW                               |
| Grüb 4 (Standort) | Scheune des ehemaligen Zwiehofes | Massiver verputzter Satteldachbau, 1794 | D-5-71-227-8  | Scheune des ehemaligen Zwiehofes |

### Illenschwang
| Lage                                       | Objekt                                          | Beschreibung | Akten-Nr.     | Bild           |
| ------------------------------------------ | ----------------------------------------------- | --- | ------------- | -------------- |
| Illenschwang 25 (Standort)                 | Gasthaus zur Sonne                              | Zweigeschossiger Satteldachbau mit Putzgliederungen, bezeichnet 1686 | D-5-71-227-12 | BW             |
| In Illenschwang (Standort)                 | Friedhofskreuz                                  | Eisern, mit Corpus aus Gusseisen, wohl 1907 | D-5-71-227-10 | BW             |
| In Illenschwang; Illenschwang 1 (Standort) | Evangelisch-Lutherische Pfarrkirche St. Andreas | Chorturm mit angefügter Sakristei, wohl 14. Jahrhundert, neuromanisches Langhaus von 1859; mit Ausstattung Teil der ehemaligen Friedhofsmauer, wohl spätmittelalterlich | D-5-71-227-9  | weitere Bilder |

### Obermichelbach
| Lage                        | Objekt                                          | Beschreibung | Akten-Nr.     | Bild           |
| --------------------------- | ----------------------------------------------- | --- | ------------- | -------------- |
| Obermichelbach 4 (Standort) | Evangelisch-lutherische Pfarrkirche St. Michael | Kleine Saalkirche mit Ostturm des 14./15. Jahrhunderts, Langhaus von 1779; mit Ausstattung Friedhofsmauer, mit eingelassenen Grabsteinen, im Kern wohl noch spätmittelalterlich | D-5-71-227-13 | weitere Bilder |

### Untermichelbach
| Lage                          | Objekt                                           | Beschreibung | Akten-Nr.     | Bild           |
| ----------------------------- | ------------------------------------------------ | --- | ------------- | -------------- |
| Ebersbach (Standort)          | Gedenkkreuz                                      | Aus Stein mit schmiedeeiserner Einfriedung, bezeichnet mit 1852                                                                                   | D-5-71-227-16 | BW             |
| Untermichelbach 20 (Standort) | Evangelisch-lutherische Pfarrkirche St. Leonhard | Saalkirche mit dreiseitigem Chorschluss und Westturm, Langhaus und Turmobergeschoss 1796, Turmuntergeschosse 14./15. Jahrhundert; mit Ausstattung | D-5-71-227-15 | weitere Bilder |

## Ehemalige Baudenkmäler
In diesem Abschnitt sind Objekte aufgeführt, die früher einmal in der Denkmalliste eingetragen waren, jetzt aber nicht mehr. Objekte, die in anderem Zusammenhang also z. B. als Teil eines Baudenkmals weiter eingetragen sind, sollen hier nicht aufgeführt werden. Aktennummern in diesem Abschnitt sind ehemalige, jetzt nicht mehr gültige Aktennummern.

| Lage                             | Objekt                           | Beschreibung | Akten-Nr.    | Bild |
| -------------------------------- | -------------------------------- | --- | ------------ | ---- |
| Grabmühle Grabmühle 1 (Standort) | Grabmühle, ehemalige Wassermühle | Zweigeschossiges massives Satteldachhaus mit Putzgliederung, wohl 1736 Nebengebäude, langgestreckter erdgeschossiger Satteldachbau, 19. Jahrhundert | D-5-71-227-7 | BW   |